# Gérald Passi
Gérald Passi (Albi, 1964. január 21. –) francia válogatott labdarúgó.

## Nemzeti válogatott
A francia válogatottban 11 mérkőzést játszott, melyeken 2 gólt szerzett.

## Statisztika
| Francia válogatott | Francia válogatott | Francia válogatott |
| Időszak            | Mérk.              | gól                |
| ------------------ | ------------------ | ------------------ |
| 1987               | 4                  | 0                  |
| 1988               | 7                  | 2                  |
| Összesen           | 11                 | 2                  |